# Kōzō Uno

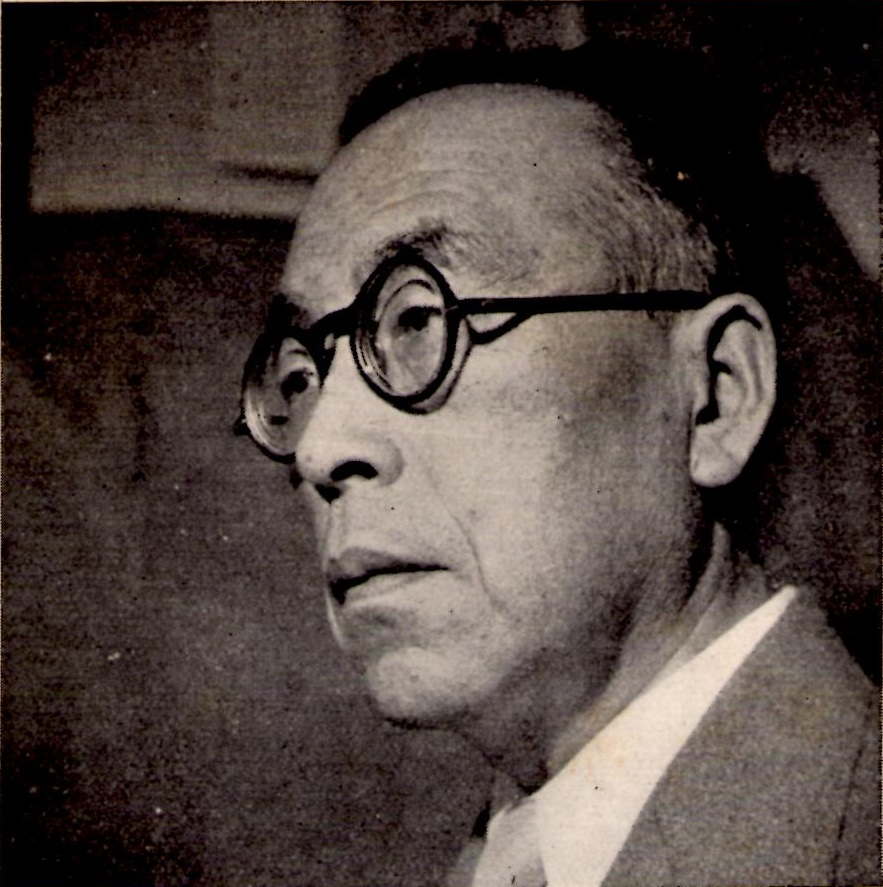
Kōzō Uno, 1952

Kōzō Uno (japanisch 宇野 弘蔵, Uno Kōzō; * 12. November 1897 in Kurashiki; † 22. Februar 1977 in Kugenuma, Fujisawa) war ein japanischer marxistischer Ökonom. Er gilt als einer der bedeutendsten Theoretiker auf dem Gebiet der marxschen Werttheorie. Sein Hauptwerk Principles of Political Economy erschien 1964. Zu seinen wichtigsten Schülern zählen Thomas T. Sekine und Makoto Itoh.

## Leben
Nach dem Studium an der Universität Tokio (1918 bis 1921) hielt sich Uno zwei Jahre in Berlin auf (1921/22). 1924 wurde er Professor an der Universität Tōhoku für Wirtschaftspolitik. In den Jahren 1934 bis 1939 war er wegen Zugehörigkeit zu einer fortschrittlichen Professorengruppe Verfolgungen ausgesetzt. Von 1944 bis 1947 war er Mitarbeiter im Mitsubishi-Institut für Ökonomie, von 1947 bis 1958 Professor an der Universität Tokio. Von 1949 bis 1952 leitete er als Direktor das dortige Institut für Gesellschaftswissenschaften. Seit 1958 war er Professor an der Hōsei-Universität und der Risshō-Universität in Tokio.

## Werk
Nach seiner Rückkehr aus Deutschland 1922 setzte sich Uno in seinen ersten Arbeiten mit Hilferdings Finanzkapital und mit Lenins Imperialismus als höchstes Stadium des Kapitalismus auseinander; beide Werke machte er in Japan bekannt.
Sein wesentlicher Beitrag zur marxistischen Diskussion in Japan war die sogenannte „Stufentheorie“, mit der er die Methode der Aneignung und Darstellung des Kapitalismus präzisieren wollte.
Uno vertrat die Meinung, dass sich der Forschungsgegenstand der politischen Ökonomie  in drei Stufen unterteilt: der begrifflichen Klärung und Darstellung der Bewegungsgesetze des Kapitals, der historischen Entwicklung des Kapitalismus und der empirischen Analyse des gegenwärtigen Kapitalismus.
Obwohl Uno wesentlich zur Verbreitung des Marxschen Kapitals  in Japan beitrug, bestand sein Ziel darin, es von „Unstimmigkeiten“ zu befreien und es auf eine reine Arbeitswerttheorie zu konzentrieren. In seiner eigenen Arbeit teilt Uno die Prinzipien der Ökonomie im Unterschied zu Marx in die drei Sphären Zirkulation, Produktion und Distribution ein. Dabei verselbständigt er die Zirkulation und ordnet die Werttheorie dem Produktionsprozess des Kapitals zu, da sie erst im Kapitalismus aufgrund der Verwandlung von Arbeit in eine Ware ihre volle Geltung erhalte. Der Hauptwiderspruch der kapitalistischen Produktionsweise liegt nach Uno darin, dass die menschliche Arbeitskraft als Ware handelt, obwohl sie nicht wie jede andere Ware vom Kapital produziert werden kann. In seiner Krisentheorie sieht Uno im Gegensatz zu Marx gerade in der Krise die Möglichkeit des Kapitals, den Produktionsrückgang aufgrund des nicht vermehrbaren Arbeitskräftepotentials durch die Erhöhung der Kapitalzusammensetzung zu überwinden.

## Wirkung
Uno war Begründer der sich in den 1950er und 1960er Jahren entfaltenden „Uno-Schule“, einer ökonomischen Denkschule, die zahlreiche an marxistischer Theoriebildung interessierte Intellektuelle anzog.
Kozo Uno und seine Schule bildeten für viele junge Intellektuelle in Japan eine überzeugende theoretische Alternative zum dogmatischen Marxismus-Leninismus, von dem sich Uno konsequent absetzte. So stand er der Lehre des dialektischen Materialismus kritisch gegenüber und maß dem historischen Materialismus – dem im Theorieverständnis von KPJ-nahen japanischen Intellektuellen eine große wissenschaftliche Bedeutung zukam – nur den Stellenwert einer „ideologischen“ Hypothese bei.
Zudem brach er mit dem Postulat von der „Einheit von Theorie und Praxis“ und legte Wert auf die Abtrennung des Theoriebildungsprozesses von einer unmittelbar politischen Betätigung.
Uno sah sich aus diesen Gründen in seinem Selbstverständnis nicht als Marxist, stellte sich aber theoretisch in die Tradition von Marx, dessen Kritik der politischen Ökonomie er einen „wissenschaftlichen“ Charakter zuerkannte.
Seine Ansichten blieben jedoch innermarxistisch nicht ohne Kritik. Insbesondere wurde ihm (u. a. von seinem japanischen Kritiker Samezo Kuruma) eine Entfernung vom Klassencharakter der politischen Ökonomie vorgehalten.
Weiterhin wurde kritisiert, dass in seinen Beiträgen die Analyse des gegenwärtigen Kapitalismus zu kurz komme.

## Publikationen und Ausgaben (Auswahl)
- Kozo Uno: The Types of Economic Policies under Capitalism. Übersetzt aus dem Japanischen von Thomas T. Sekine, hrsg. v. John R. Bell, Leiden 2016.
- Kozo Uno: Principles of Political Economy. Theory of a Purely Capitalist Society. Übersetzt aus dem Japanischen von Thomas T. Sekine. Brighton, Atlantic Highlands/New Jersey 1980.
- Th.T. Sekine (Hrsg.): The Collected Works of Kozo Uno, 10 volumes, Iwanami Publishers (1973–74)

### Monografien
- Hiroomi Fukuzawa: Aspekte der Marx-Rezeption in Japan. Spätkapitalisierung und ihre sozioökonomischen Folgen, dargestellt am Beispiel der japanischen Gesellschaft, Bochum  1981
- Hyeon-soo Joe: Politische Ökonomie als Gesellschaftstheorie. Studien zur Marx-Rezeption von Isaak Iljitsch Rubin und Kozo Uno, Diss. Philipps-Universität Marburg 1995.
- S. Noma (Hrsg.): Uno Kōzō. In: Japan. An Illustrated Encyclopedia. Kodansha, 1993. ISBN 4-06-205938-X, S. 1665.
- Elena Louisa Lange: Value without Fetish. Uno Kōzō’s Theory of ‘Pure Capitalism’ in Light of Marx’s Critique of Political Economy, Brill, Leiden 2021, ISBN (Open Access).
- Th.T. Sekine: Unoriron. A Japanese Contribution to Marxian Political Economy. In: Journal of Economic Literature, 1975, vol. XIII

### Aufsätze
- John Bellamy Foster: Marxism and the Uno School. The Basic Theory of Capitalism: The Forms and Substance of the Capitalist Economy by Makoto Itoh.
- Ken Kubota: Die dialektische Darstellung des allgemeinen Begriffs des Kapitals im Lichte der Philosophie Hegels. Zur logischen Analyse der politischen Ökonomie unter besonderer Berücksichtigung Adornos und der Forschungsergebnisse von Rubin, Backhaus, Reichelt, Uno und Sekine (PDF; 193 kB), in: Beiträge zur Marx-Engels-Forschung. Neue Folge 2009, pp. 199–224. doi:10.4444/100.100.de.
- Luis M. Pozo: Dialectics and Deconstruction in Political Economy.
- Sean Saraka: Review of Albritton's „Dialectics and Deconstruction in Political Economy“.
- John Simoulidis: Levels of Analysis and the Concept of Interest: an Unoist Approach (PDF; 190 kB).